# Peripherisierung
Als Peripherisierung (von Peripherie = „Umgebung“ oder „Umfeld“, meist gemeint als die Umgebung einer Stadt oder einer Region im Gegensatz zum Kernbereich oder Zentrum) werden Prozesse ökonomischer, sozioökonomischer und politischer Art bezeichnet, die einzelne Regionen oder ganze Länder, vor allem Entwicklungsländer, an den Rand globaler Beziehungssysteme drängen und damit an den Rand politisch sozialer Interessen.
Der Begriff wird ebenfalls im Zusammenhang mit allgemeinen Denkprozessen, Denkgewohnheiten oder Ideologien gebraucht, die darauf gerichtet sind, bestimmte gesellschaftliche Gruppen auszugrenzen, die Harmonie bzw. Entwicklung eines geordneten Zusammenwirkens gestalthafter Einheiten einseitig zu beeinflussen oder sogar bewusst zu stören. Dies geschieht, indem etwa bestimmte gesellschaftliche Vorurteile, umstrittene Wertvorstellungen und Prämissen sozioökonomisch einseitig begünstigt werden.(a)

## Synonyme
Das An-den-Rand-Drängen bestimmter gesellschaftlicher Gruppen oder das Begünstigen bestimmter kulturell eingeübter, aber nicht zwingend logisch haltbarer Überzeugungen und Denkprozesse wird häufig auch synonym als Marginalisierung bezeichnet. Im psychologischen Sprachgebrauch kann auch von Verdrängung gesprochen werden.

## Ethnopsychiatrie

Die Peripherisierung ist in der Biopsychologie sozusagen das Gegenstück der Zentralisierung

In der Ethnopsychiatrie wird die Funktion des Schamanen darin erblickt, dass dieser individuell peinliche und angstauslösende Empfindungen der ihn auf- und hilfesuchenden Personen als kollektiv weniger störende Tatsachen ansieht und sie damit stellvertretend für das Kollektiv als solche anerkennt. So wird die Äußerung bestimmter störender Affekte z. B. nicht etwa als Störung des „Verstands“ aufgefasst, sondern als Minderung des „Gehörs“.(b) Dabei übernimmt das „Hörvermögen“ äußerlich gesehen die spezielle Rolle eines Organs im Sinne von Organon (altgriechisch „Werkzeug“). Es erhält damit einen ihm sozial zugeschriebenen Status, obwohl es im subjektiven Befinden eher als ein ggf. defizitäres allgemeines geistiges Vermögen wahrgenommen wird. Es sei in diesem Zusammenhang daran erinnert, dass verschiedene Körperfunktionen, in denen sich der Lebensprozess manifestiert, einen deutlich „privaten“ Charakter besitzen, der Anlass zu Schamgefühlen in der Öffentlichkeit gibt. Andere Tätigkeiten und insbesondere der Werkcharakter einer Tätigkeit und Arbeit sind weniger von „öffentlicher“ Verurteilung betroffen.
Im Sinne des Organizismus wird somit im erwähnten Beispiel der Terminus „Gehör“ begrifflich weniger holistisch, sondern eher dezentral und autonom im Sinne der Selbstentlastung und in Abgrenzung vom biologischen Entwicklungsprinzip der Zentralisierung verstanden. Siehe dazu auch den Gegensatz von Resomatisierung und Desomatisierung. In der Terminologie der Ethnopsychoanalyse kann hier von einem kollektiven und daher von einem der Sanktionierung bedürfenden Prozess der Umwandlung störender Affekte in Affektkorrelate bzw. in Affektäquivalente gesprochen werden.
Georges Devereux bezeichnet dieses Verfahren als „Peripherisierung“, da es den Kern der Persönlichkeit entlastet, nämlich das Selbst. Er sieht darin auch ein allgemeines Entwicklungsprinzip der Organfunktionen, das auch als Organisation verstanden werden kann. Dieses Prinzip besteht in der sog. Autonomie der Organe. Autonome Organe entlasten das Selbst als das Zentrum des bewussten Erlebens von der Wahrnehmung vieler verschiedener Aufgaben. Diese bewussten Belastungen können oft zu Selbstverstümmelung von Organen führen. Es handelt sich also um ein der Zentralisierung entgegengesetztes Prinzip der Entwicklung. Andererseits soll dadurch die Bedeutung des Selbst als psychisch integrierende Instanz nicht übersehen werden. Es darf allerdings nicht erwartet werden, dass durch den Prozess der Peripherisierung Krankheitseinsicht geweckt wird und damit eine Voraussetzung für die eigene Überwindung und Verarbeitung eines verstörenden Krankheitsgeschehens bzw. Traumas.(c)

### Kollektives Handeln
Die Autoren Dorothee Roer und Dieter Henkel sprechen von Biologisierung und biologistischem Paradigma. Damit wird eine Kritik am früheren einseitig medizinischen Krankheitsbegriff der klassischen deutschen Psychiatrie ausgesprochen, der die soziale Frage ausblendete. Mit Hilfe dieses Krankheitsbegriffs sollten willkürliche Ausgrenzungspraktiken der Anstaltspsychiatrie und ihre bevorzugten Methoden der Zwangsbehandlung verdeckt und ihnen ein Anspruch von Legitimierung verliehen werden. Dieser Anspruch sei aufgrund der Erblichkeitshypothese und der Rassentheorien vor allem in der Zeit des Nationalsozialismus verwirklicht worden und habe letztlich zu den Vernichtungspraktiken der Tötungsanstalten geführt. Was auf der Ebene kollektiven Handelns als Ideologie zu bezeichnen ist, das kann einzelpsychologisch als Rationalisierung im Sinne eines Abwehrmechanismus verstanden werden. Aus Alltagserfahrungen ist hinreichend bekannt, dass Ideen oft genug dazu dienen, unseren Handlungen rechtfertigende Motive anstelle der wirklichen zu unterschieben.